# 桂遊生丸
桂遊生丸（日语：桂 遊生丸，2月17日—），日本漫畫家。女性。

## 作品列表

### 連載
- （網絡漫畫，2014年6月起在JAPAN NAVI連載中）－知多娘。（日语：知多みるく）漫畫版作品[1]。

### 單行本
- 魔法遊戲（日语：魔法遊戯）（2002年，〈電擊Comics〉，全1冊）
- 真實夢境（日语：ゆめりあ）（2003年，〈電擊Comics〉，全1冊）
- 真實夢境1/2遊生丸包（日语：ゆめりあ）（2004年，MediaWorks）－《真實夢境》、《此花》、《精靈之道 Evergreen Avenue》的漫畫版收錄
- 女生愛女生[注 1]（2005年，原作：赤堀悟，〈電擊Comics〉，全5冊）
- AIR（2006年，〈KADOKAWA Comics Ace〉，全2冊）
- 真實夢境包100%（日语：ゆめりあ）（2006年，〈電擊Comics〉）－過去作品的短篇集[注 2]
- Roman（2008年，原作：Sound Horizon，〈YOUNG JUMP COMICS（日语：ヤングジャンプ・コミックス）〉，全2冊）
- （2010年，原作：赤堀悟，〈電擊Comics〉，全4冊）

### 單行本未收錄
- Ark（2007年，原作：Sound Horizon，《月刊Ultra Jump》發表，分前篇、後篇）
- （2009年，《Ultra Jump Egg（日语：ウルトラジャンプエッグ）》發表）

### 其它參加作品、插圖
- 女生愛女生 文庫版（2006年，著：駒尾真子、原案：赤堀悟，〈電擊文庫〉）－負責插圖
- 女生愛女生 官方粉絲書（2006年，MediaWorks）
- （2006年，〈KADOKAWA Comics Ace〉）－收錄過去短篇作品
- 暮蟬悲鳴時 漫畫選集 無所事事篇（2006年，一迅社，〈DNA Media Comics〉）－負責封面插圖
- 暮蟬悲鳴時 漫畫選集 容易發癢篇（2007年，一迅社，〈DNA Media Comics〉）－負責封面插圖
- 暮蟬悲鳴時 小說選集（2007年，一迅社，〈DNA Media Comics〉）－負責封面插圖
- 週刊漫畫日本史（日语：週刊マンガ日本史） 第12號『北條時宗』（2010年，朝日新聞出版）

## 腳註

## 外部連結
- yukipaco （页面存档备份，存于） （日語）－桂遊生丸的官方個人網站。
- 桂遊生丸的X（前Twitter） （日語）